# Llac Romer
El llac Romer (en danès Romer Sø) és un fiord d'aigua dolça sense sortida al mar que es troba a l'extrem septentrional de la Terra del Rei Frederic VIII, prop de la costa nord-est de Groenlàndia. Es troba a l'extrem occidental de la Terra del Príncep hereu Christian, a l'oest dels Alps de la Princesa Isabel. La base militar/estació meteorològica danesa Nord, l'únic indret habitat de la zona, es troba 50 km al nord-est. El llac i els seus voltants formen part del Parc Nacional del Nord-est de Groenlàndia.

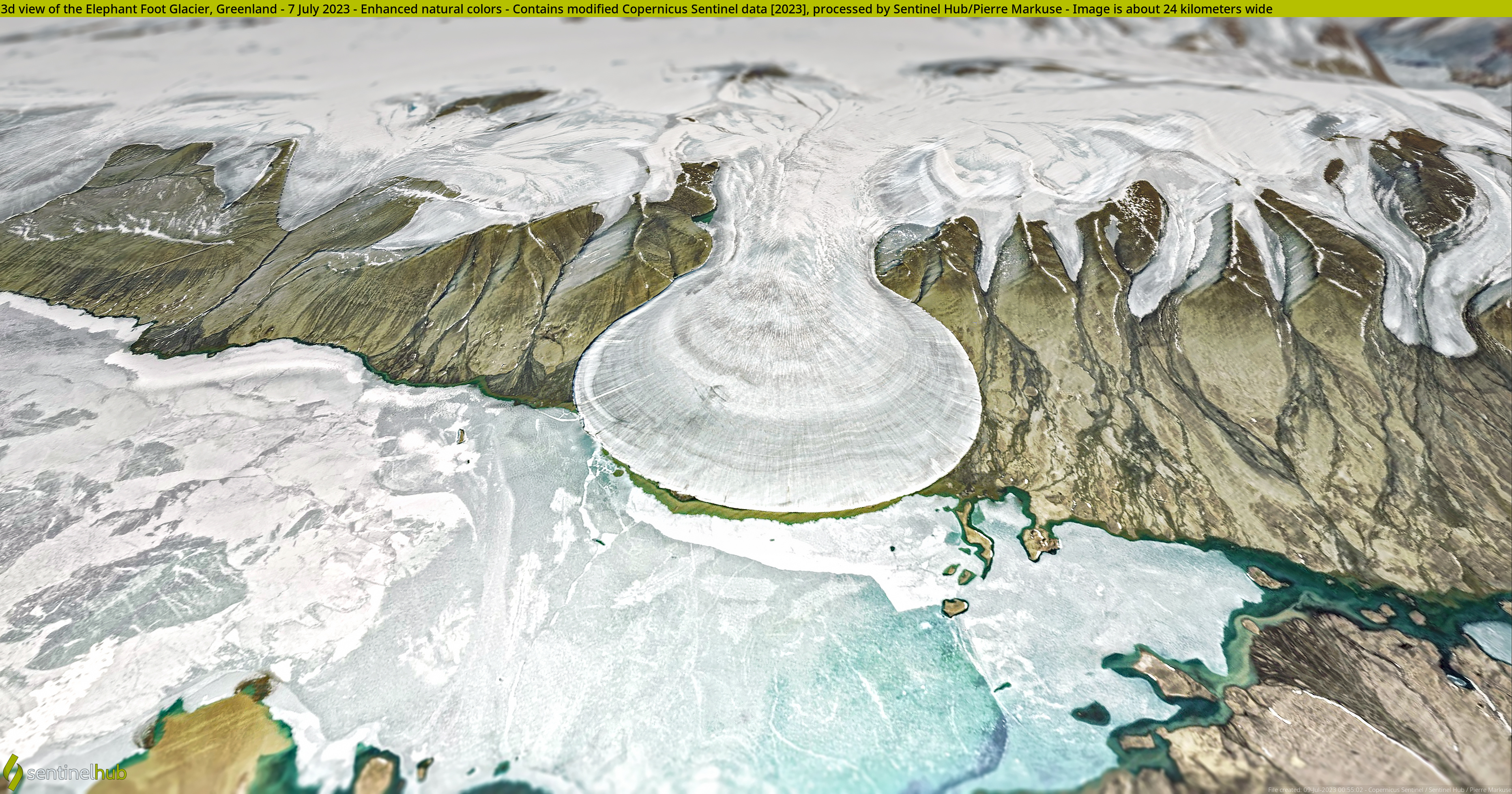
Vista aèria de la glacera Elephant Foot i el llac Romer.

El llac Romer va ser cartografiat per primera vegada el 1933 per Lauge Koch com a part dels estudis aeris realitzats durant l'expedició a Groenlàndia Oriental de 1931 a 1934 (Treårsekspeditionen). Probablement va rebre el nom de l'astrònom/inventor danès Ole Rømer (1644–1710).
El llac Romer és famós per la seva impressionant glacera Elephant Foot, una gran glacera de peudemont amb un lòbul terminal de forma sorprenent de 5,4 kilòmetres d'ample que desemboca al llac.